# کوواکوویتسه تژچیه
کوواکوویتسه تژچیه (به لهستانی:  Kułakowice Trzecie) یک روستا در لهستان است که در گمینا خروبیشوو واقع شده‌است. کوواکوویتسه تژچیه  ۳۰۵ نفر جمعیت دارد و ۲۳۵ متر بالاتر از سطح دریا واقع شده‌است.